# Гран-при Австралии 2011 года
Гран-при Австралии 2011 года (англ. LXXVI Qantas Australian Grand Prix) — автогонка чемпионата мира «Формулы-1», прошедшая с 25 по 27 марта на трассе Альберт-Парк, Мельбурн, Австралия — стала 840-м по счёту Гран-при и первой гонкой сезона 2011 Формулы-1 после того, как организаторы отменили Гран-при Бахрейна из-за беспорядков в стране.
В числе участников гонки четыре гонщика, побеждавшие на данном Гран-при:
- Михаэль Шумахер, на счету которого 4 победы (наибольшее количество побед за время проведения Гран-при Формулы-1);
- Дженсон Баттон, на счету которого две победы в двух последних гонках;
- Льюис Хэмилтон и Фернандо Алонсо (каждый — по одной победе).

## События накануне Гран-при
14 февраля компания Pirelli объявила, что на первые четыре этапа Формулы-1 командам будут предоставлены покрышки жёсткого и мягкого типов. Выбор такого варианта вместо поставки среднего и сверхмягкого типов итальянцы объяснили заботой о безопасности гонщиков — дело в том, что на предсезонных тестах многие гонщики жаловались на сильный износ, и, как следствие, резкое изменение характеристик более мягких составов шин.

## Тренировки
Первая сессия тренировок прошла при преимуществе гонщиков «Ред Булл», которые оказались быстрее всех остальных почти на секунду. Почти в самом начале из-за собственной ошибки разбил машину тест-гонщик Lotus Карун Чандхок. На протяжении всей сессии множество гонщиков ошибались при торможении, проверяя действие управляемого элемента заднего антикрыла. В самом конце второй сессии состоялся дебют нового автомобиля HRT — Лиуцци проехал один медленный круг, не показав зачётного времени. Третья сессия прошла без особых проблем, лишь Мальдонадо вылетел в гравий, также случились технические проблемы на автомобиле Переса. Гонщики Хиспании появились на трассе сразу вдвоём, но у Лиуцци автомобиль сломался, не пройдя и круга, а Картикеян показал очень медленное время, в 17 секундах от первого времени.
| Сессия | № | Лидер             | Конструктор      | Ш | Время    | Погода                        | Воздух °C | Трасса °C |
| ------ | - | ----------------- | ---------------- | - | -------- | ----------------------------- | --------- | --------- |
| 1      | 2 | Марк Уэббер       | Red Bull-Renault | P | 1:26,831 | Пасмурно, сухо                | +16       | +22       |
| 2      | 4 | Дженсон Баттон    | McLaren-Mercedes | P | 1:25,854 | Облачно, дождь в конце сессии | +15…16    | +18…20    |
| 3      | 1 | Себастьян Феттель | Red Bull-Renault | P | 1:24,507 | Небольшая облачность, сухо    | +15…16    | +19…22    |

### Результаты третьих гонщиков
| Гонщик           | Конструктор          | Время    |
| ---------------- | -------------------- | -------- |
| Даниэль Риккардо | Toro Rosso-Ferrari   | 1:29,468 |
| Нико Хюлькенберг | Force India-Mercedes | 1:31,002 |
| Карун Чандхок    | Lotus-Renault        | —        |

## Квалификация
Квалификация прошла при существенном преимуществе действующего чемпиона мира Себастьяна Феттеля, выигравшего все три её сессии. В первой сессии вылетели три слабейшие команды в полном составе: Лотус, Вёрджин и HRT. Гонщики последней не смогли попасть в 107 % от результата лидера и на старт допущены не были. Автомобили этой команды были собраны уже непосредственно в ходе уик-энда. Также в первой сессии вылетел Хайдфельд, выступающий за Renault . На последних секундах он мог попасть в 17 лучших, но был выбит Массой.
Во второй сессии вылетел с трассы Рубенс Баррикелло, чем помешал нескольким гонщикам, находившимся на быстром круге. В силу этого бразилец остался без зачётного времени и стал 17-м на старте. Также, в конце сессии на стартовой прямой развернуло Адриана Сутиля, но он сумел избежать аварии. В результате вылетевшими, кроме Рубенса, оказался также его напарник Мальдонадо, гонщики «Форс Индии», а также Перес из «Заубера» и Шумахер на «Мерседесе».
В финальной сессии на выезде из боксов развернуло Фелипе Массу, но он смог избежать контакта. Лучший результат, как и в первых двух сессиях, показал Феттель, опередив ставшего вторым Хэмилтона почти на восемь десятых секунды. Виталий Петров добился наилучшего для себя результата — шестого места на старте.
| Место                  | №  | Гонщик            | Конструктор          | 1 сессия | 2 сессия | 3 сессия | Отрыв  | Старт |
| ---------------------- | -- | ----------------- | -------------------- | -------- | -------- | -------- | ------ | ----- |
| 1                      | 1  | Себастьян Феттель | Red Bull-Renault     | 1:25,296 | 1:24,090 | 1:23,529 | —      | 1     |
| 2                      | 3  | Льюис Хэмилтон    | McLaren-Mercedes     | 1:25,384 | 1:24,595 | 1:24,307 | +0,778 | 2     |
| 3                      | 2  | Марк Уэббер       | Red Bull-Renault     | 1:25,900 | 1:24,658 | 1:24,395 | +0,866 | 3     |
| 4                      | 4  | Дженсон Баттон    | McLaren-Mercedes     | 1:25,886 | 1:24,957 | 1:24,779 | +1,250 | 4     |
| 5                      | 5  | Фернандо Алонсо   | Ferrari              | 1:25,707 | 1:25,242 | 1:24,974 | +1,445 | 5     |
| 6                      | 10 | Виталий Петров    | Renault              | 1:25,543 | 1:25,582 | 1:25,247 | +1,718 | 6     |
| 7                      | 8  | Нико Росберг      | Mercedes             | 1:25,856 | 1:25,606 | 1:25,421 | +1,892 | 7     |
| 8                      | 6  | Фелипе Масса      | Ferrari              | 1:26,031 | 1:25,611 | 1:25,599 | +2,070 | 8     |
| 9                      | 16 | Камуи Кобаяси     | Sauber-Ferrari       | 1:25,717 | 1:25,405 | 1:25,626 | +2,097 | 9     |
| 10                     | 18 | Себастьен Буэми   | Toro Rosso-Ferrari   | 1:26,232 | 1:25,882 | 1:27,066 | +3,537 | 10    |
| 11                     | 7  | Михаэль Шумахер   | Mercedes             | 1:25,962 | 1:25,971 |          |        | 11    |
| 12                     | 19 | Хайме Альгерсуари | Toro Rosso-Ferrari   | 1:26,620 | 1:26,103 |          |        | 12    |
| 13                     | 17 | Серхио Перес      | Sauber-Ferrari       | 1:25,812 | 1:26,108 |          |        | 13    |
| 14                     | 15 | Пол Ди Реста      | Force India-Mercedes | 1:27,222 | 1:26,739 |          |        | 14    |
| 15                     | 12 | Пастор Мальдонадо | Williams-Cosworth    | 1:26,298 | 1:26,768 |          |        | 15    |
| 16                     | 14 | Адриан Сутиль     | Force India-Mercedes | 1:26,245 | 1:31,407 |          |        | 16    |
| 17                     | 11 | Рубенс Баррикелло | Williams-Cosworth    | 1:26,270 | —        |          |        | 17    |
| 18                     | 9  | Ник Хайдфельд     | Renault              | 1:27,239 |          |          |        | 18    |
| 19                     | 21 | Хейкки Ковалайнен | Lotus-Renault        | 1:29,254 |          |          |        | 19    |
| 20                     | 20 | Ярно Трулли       | Lotus-Renault        | 1:29,342 |          |          |        | 20    |
| 21                     | 24 | Тимо Глок         | Virgin-Cosworth      | 1:29,858 |          |          |        | 21    |
| 22                     | 25 | Жером Д’Амброзио  | Virgin-Cosworth      | 1:30,822 |          |          |        | 22    |
| время 107 % : 1:31,266 |    |                   |                      |          |          |          |        |       |
| 23                     | 23 | Витантонио Льюцци | HRT-Cosworth         | 1:32,978 |          |          |        | НКВ   |
| 24                     | 22 | Нараин Картикеян  | HRT-Cosworth         | 1:34,293 |          |          |        | НКВ   |

## Гонка
На старте Феттель не только сохранил лидерство, но и быстро сформировал существенный отрыв от соперников. Хэмилтон и Уэббер также сохранили свои позиции. На 4-е место прорвался Петров, Алонсо же не хватило места в первом повороте, он зацепил обочину и откатился на 9-е место. Позади в гравий вылетел Баррикелло (ему удалось выбраться), а Альгерсуари не смог избежать контакта с Шумахером, после чего оба гонщика отправились менять проколотую резину.
Первые несколько кругов Феттель наращивал свой отрыв, позади положение дел сохранялось, лишь Баттон атаковал Массу в борьбе за пятое место. На 12 круге Дженсон вышел вперед, срезав шикану. По правилам, в такой ситуации гонщик может избежать штрафа, если вернет выигранную за счет среза позицию, но британец сразу этого не сделал, а вскоре Массу опередил шедший чуть поодаль Алонсо. Таким образом, вернуть позицию оказалось невозможным, поэтому Баттон получил штраф в виде проезда по пит-лейн.
Первыми пит-стопы совершили Уэббер (12-й круг, мягкие шины сменил на жесткие), Алонсо (13-й) и Масса (14-й). Оба гонщика Феррари не стали менять тип шин и остались на мягкой резине. На 15-16-м кругах на пит-стопе побывали ещё множество других гонщиков. Последними первые пит-стопы совершили Глок, Баттон (оба на 19-м круге) и Перес (на 23-м) причем для мексиканца он оказался единственным.
На 19-м круге прекратил борьбу Шумахер, машина которого оказалась слишком сильно повреждена в столкновении на старте. Тремя кругами позже в борьбе за восьмое место столкнулись Баррикелло и Росберг, немец в результате сошёл, а бразилец был признан виновным в столкновении и получил штраф в виде проезда по пит-лейн.
На 27-м круге второй раз сменил резину Уэббер, на следующем — Алонсо. Феттель, Хэмилтон и Петров сменили шины на 35-м круге, а ещё через круг то же самое сделали Сутиль и Баттон. После двух пит-стопов первые три места занимали те же гонщики, что и на старте: Феттель, Хэмилтон, Уэббер, далее ехали Алонсо и Петров. На 42-м и 43-м кругах Алонсо и Уэббер совершили свои третьи пит-стопы, выпустив на третье место Петрова. На 48-м круге Баттон все-таки совершил обгон Массы (на этот раз — по правилам), после чего бразилец немедленно отправился на плановый третий пит-стоп.
За оставшееся время Алонсо и Уэббер вдвоем на свежей резине существенно сократили отставание от россиянина, но подобраться на дистанцию атаки так и не смогли. Феттель одержал уверенную победу, Хэмилтон стал вторым, Петров финишировал третьим, завоевав первый в истории Формулы-1 подиум как для себя, так и вообще для российских гонщиков.
После финиша гонки гонщики Заубера, приехавшие 7-м и 8-м, были дисквалифицированы за нарушения в конструкции заднего антикрыла. Представители команды заявили, что намерены опротестовать решение стюардов, но рассмотрев все обстоятельства нарушения подавать апелляцию не стали. После дисквалификации вверх в таблице поднялись Масса и Буэми, а также в очковую зону попали оба гонщика «Форс Индии».

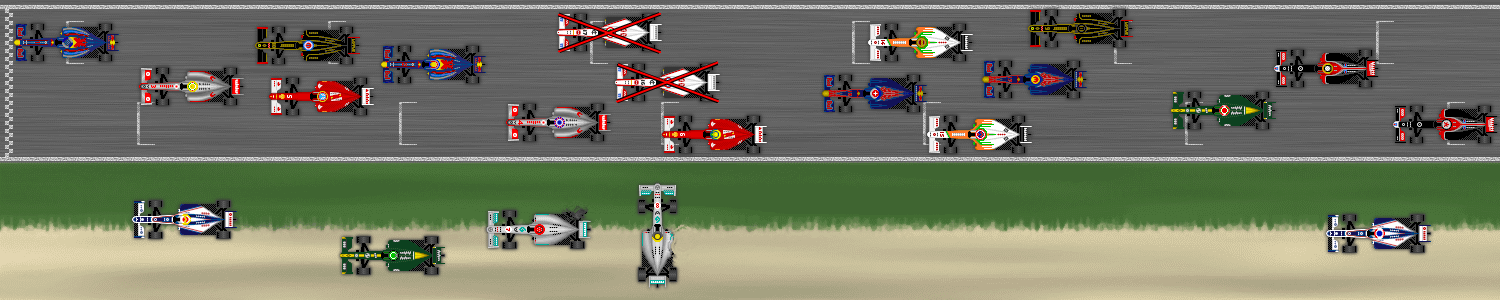
Позиции гонщиков после гонки

| Место | С  | №  | Гонщик            | Команда              | Ш | Круги | Время/причина схода                       | О  |
| ----- | -- | -- | ----------------- | -------------------- | - | ----- | ----------------------------------------- | -- |
| 1     | 1  | 1  | Себастьян Феттель | Red Bull-Renault     | P | 58    | 1:29:30,259                               | 25 |
| 2     | 2  | 3  | Льюис Хэмилтон    | McLaren-Mercedes     | P | 58    | +0:22,297                                 | 18 |
| 3     | 6  | 10 | Виталий Петров    | Renault              | P | 58    | +0:30,560                                 | 15 |
| 4     | 5  | 5  | Фернандо Алонсо   | Ferrari              | P | 58    | +0:31,772                                 | 12 |
| 5     | 3  | 2  | Марк Уэббер       | Red Bull-Renault     | P | 58    | +0:38,171                                 | 10 |
| 6     | 4  | 4  | Дженсон Баттон    | McLaren-Mercedes     | P | 58    | +0:54,304                                 | 8  |
| ДСК   | 13 | 17 | Серхио Перес      | Sauber-Ferrari       | P | 58    | Нарушения в конструкции заднего антикрыла |    |
| ДСК   | 9  | 16 | Камуи Кобаяси     | Sauber-Ferrari       | P | 58    | Нарушения в конструкции заднего антикрыла |    |
| 7     | 8  | 6  | Фелипе Масса      | Ferrari              | P | 58    | +1:25,186                                 | 6  |
| 8     | 10 | 18 | Себастьен Буэми   | Toro Rosso-Ferrari   | P | 57    | +1 круг                                   | 4  |
| 9     | 16 | 14 | Адриан Сутиль     | Force India-Mercedes | P | 57    | +1 круг                                   | 2  |
| 10    | 14 | 15 | Пол Ди Реста      | Force India-Mercedes | P | 57    | +1 круг                                   | 1  |
| 11    | 12 | 19 | Хайме Альгерсуари | Toro Rosso-Ferrari   | P | 57    | +1 круг                                   |    |
| 12    | 18 | 9  | Ник Хайдфельд     | Renault              | P | 57    | +1 круг                                   |    |
| 13    | 20 | 20 | Ярно Трулли       | Lotus-Renault        | P | 56    | +2 круга                                  |    |
| 14    | 22 | 25 | Жером Д’Амброзио  | Virgin-Cosworth      | P | 54    | +4 круга                                  |    |
| НКЛ   | 21 | 24 | Тимо Глок         | Virgin-Cosworth      | P | 49    | +9 кругов                                 |    |
| Сход  | 17 | 11 | Рубенс Баррикелло | Williams-Cosworth    | P | 48    | Трансмиссия                               |    |
| Сход  | 7  | 8  | Нико Росберг      | Mercedes             | P | 22    | Повреждения от столкновения с Баррикелло  |    |
| Сход  | 19 | 21 | Хейкки Ковалайнен | Lotus-Renault        | P | 19    | Утечка воды                               |    |
| Сход  | 11 | 7  | Михаэль Шумахер   | Mercedes             | P | 19    | Повреждения шасси                         |    |
| Сход  | 15 | 12 | Пастор Мальдонадо | Williams-Cosworth    | P | 9     | Трансмиссия                               |    |
| НКВ   |    | 23 | Витантонио Льюцци | HRT-Cosworth         | P |       |                                           |    |
| НКВ   |    | 22 | Нараин Картикеян  | HRT-Cosworth         | P |       |                                           |    |

| № | Гонщик            | Автомобиль       | Круги       | Всего |
| - | ----------------- | ---------------- | ----------- | ----- |
| 1 | Себастьян Феттель | Red Bull-Renault | 1—13, 17—58 | 55    |
| 3 | Льюис Хэмилтон    | McLaren-Mercedes | 14—16       | 3     |

## Положение в чемпионате после Гран-при
| Место | +/- | Гонщик            | Очки |
| ----- | --- | ----------------- | ---- |
| 1     | ▬   | Себастьян Феттель | 25   |
| 2     | ▬   | Льюис Хэмилтон    | 18   |
| 3     | ▬   | Виталий Петров    | 15   |
| 4     | ▬   | Фернандо Алонсо   | 12   |
| 5     | ▬   | Марк Уэббер       | 10   |

| Место | +/- | Конструктор        | Очки |
| ----- | --- | ------------------ | ---- |
| 1     | ▬   | Red Bull-Renault   | 35   |
| 2     | ▬   | McLaren-Mercedes   | 26   |
| 3     | ▬   | Ferrari            | 18   |
| 4     | ▬   | Renault            | 15   |
| 5     | ▬   | Toro Rosso-Ferrari | 4    |

- Примечание: В обе таблицы включены только 5 позиций.